# Akademický slovník cizích slov
Akademický slovník cizích slov (ASCS, 1. vyd. 1995), rozšířená verze vyšla pod názvem Nový akademický slovník cizích slov (NASCS, 1. vyd. 2005), je největší český slovník cizích slov. Původní verze (nejprve (1995) dvoudílná, pozdější vydání v jednom svazku) obsahovala „téměř sto tisíc významů dnes užívaných slov“. Nový akademický slovník cizích slov (NASCS, 2005) je rozšířen o „asi dva tisíce nových slov a významů“. Přestože v knize není napsáno že by byla normativní, pro svoji prestiž normativní de facto je. Jeho autory je kolektiv autorů lexikografického oddělení Ústavu pro jazyk český Akademie věd České republiky, hlavními redaktory ASCS byli Věra Petráčková a Jiří Kraus, v NASCS již pouze Jiří Kraus. Slovník obsahuje široké spektrum slovní zásoby – odborné i běžné výrazy, slova frekventovaná i slova, která se používají řídce, knižní, hovorová i slangová slova. U jednotlivých hesel je uváděna spisovná výslovnost, základní etymologická informace, tvaroslovné údaje, stylové zařazení a typické kontextové použití výrazů. Slovník získal Cenu poroty Jednoty tlumočníků a překladatelů za rok 2006 v kategorii „výkladový slovník“.

## Anotace
- Akademický slovník cizích slov. Academia, 1995; dotisky 1997, ISBN 80-200-0607-9; 1998; 2000; 2001;
- Nový akademický slovník cizích slov. Academia, 2005, ISBN 80-200-1351-2; 2006 (doplněné a částečně opravené vydání předchozího), ISBN 80-200-1415-2; dotisk 2008;
- Nový akademický slovník cizích slov. Academia, „studentské vydání“ 2011, ISBN 978-80-200-1415-3;
- Velký akademický slovník cizích slov – LEDA, elektronicky, verze 1.0, 1999; verze 2.0, 2005, EAN: 8594037280884;